# Alsinidendron
Alsinidendron, nepriznati biljni rod iz porodice klinčićevki smješten u tribus Sclerantheae. Pet njegovih vrsta ograničeno je na Havaje., i danas su uključene u rod Schiedea Cham. & Schltdl..,

## Vrste
1. Alsinidendron lychnoides (Hillebr.) Sherff = Schiedea lychnoides Hillebr.
2. Alsinidendron obovatum Sherff = Schiedea obovata (Sherff) W.L.Wagner & Weller
3. Alsinidendron trinerve H.Mann = Schiedea trinervis (H.Mann) Pax & K.Hoffm.
4. Alsinidendron verticillatum (F.Br.) Sherff = Schiedea verticillata F.Br.
5. Alsinidendron viscosum (H.Mann) Sherff = Schiedea viscosa H.Mann